# 辛尼·卡爾達
薩尼·哈魯那·凱塔（Sani Haruna Kaita，1986年5月2日—）出生於尼日利亞卡諾，尼日利亞足球員。

## 球會
辛尼·卡爾達是一名工兵型中場，他在2005/06球季從卡諾棟樑加盟鹿特丹斯巴達，於2008年9月轉會至摩納哥，他在2009年1月13日以借用身份加盟古班，借用期本於2009年12月31日完結。但他卻在2009年8月25日再以外借身份加盟莫斯科火車頭直至12月，他再次被外借至古班。2010年2月25日，阿拉尼亞從摩納哥外借該名尼日利亞中場。

## 國家隊
卡爾達代表尼日利亞U20在荷蘭舉行的2005年世青盃上陣全部7場賽事，憑著優秀表現吸引斯巴達的注意。他亦是尼日利亞國家足球隊成員，於2008年1月首次亮相國家隊，友賽蘇丹，尼日利亞在該仗擊敗對手2:0。
2010年6月17日，他在2010年世界盃小組賽對希臘時被紅牌趕離場，當時對方球員托路斯迪斯欲拋界外球，卡爾達卻踢向對方大腿，托路斯迪斯倒地後，球證立即以紅牌將他驅逐離場。 這使他成為首位尼日利亞球員在世界盃賽事中被趕離場。尼日利亞本來以1:0領先，在大好形勢下因卡爾達的紅牌被逆轉，希臘把握機會並加強攻力，終以2:1贏得他們首場世界盃勝利。
卡爾達成為球隊罪人，尼日利亞球隊發言人彼得西·伊達（Peterside Idah）說：「卡爾達在對希臘的賽事完結後在接到超過一千個尼日利亞球迷的死亡恐嚇電郵。」

## 外部連結
- 國家隊球員資料 （页面存档备份，存于）
- 鹿特丹斯巴達球員資料
- 生涯統計 （页面存档备份，存于） - Voetbal International （荷兰文）